# كريستينا لاجو
كريستينا لاجو (بالبرتغالية: Cristina Lago‏) هي ممثلة برازيلية، ولدت في 12 مارس 1982 بكوريتيبا في البرازيل.

## وصلات خارجية
- كريستينا لاجو على موقع IMDb (الإنجليزية)
- كريستينا لاجو على موقع قاعدة بيانات الفيلم (الإنجليزية)